# Kościół Najświętszego Serca Pana Jezusa w Świeciu
Kościół Najświętszego Serca Pana Jezusa w Świeciu – gotycki kościół filialny z XIV wieku, znacznie przebudowany po 1648 roku w stylu barokowym, położony w miejscowości Świecie na terenie Górnych Łużyc w Górach Izerskich. Położony jest  w środkowej części wsi, na wzniesieniu po zachodniej stronie głównej drogi, otoczony cmentarzem z kamiennym murem i bramą oraz kaplicą grobową z 1736 roku. W murze cmentarnym wtórnie umieszczono kilka krzyży pokutnych.

## Opis
Jest to orientowana, jednonawowa świątynia o krótkim korpusie, z wieloboczną absydą od strony wschodniej. Od zachodu wybudowano szeroki i płytki aneks chóru o ściętych narożach, odpowiadający absydzie. Do korpusu od południa dostawiono niewielką kruchtę, a od północy piętrowy aneks z zakrystią i przyległym ryzalitem klatki schodowej, kryty przedłużoną połacią dwuspadowego dachu korpusu. Na kalenicy dachu umieszczono drewnianą, ośmioboczną sygnaturkę z zegarem i iglicowym hełmem, krytym blachą. Gładko tynkowane elewacje kościoła w narożach ozdobione zostały boniami. Okna rozmieszczono w dwóch rzędach, odpowiadających układowi empor wewnątrz: dolne, niższe, zamknięte łukami odcinkowymi, a górne, wyższe, zamknięto półkoliście, opierając je na gzymsie parapetowym. Otwory wejściowe otrzymały półkoliste zamknięcie i, podobnie jak okna, osadzone zostały w tynkowych opaskach. W ściany kościoła od zewnętrznej strony wmurowano liczne kamienne płyty epitafijne i nagrobne, upamiętniające właścicieli miejscowych dóbr. Wnętrze budowli przykryto drewnianym stropem kasetonowym, w którego polach umieszczono 48 malowanych portretów postaci z Dziejów Apostolskich. Wzdłuż północnej ściany rozmieszczono dwukondygnacyjne empory o bogatej dekoracji snycerskiej. Przedpiersia dolnego poziomu empor ozdobiono malowanymi temperą scenami z życia Chrystusa, obecnie przesłoniętymi przez XIX-wieczne obrazy olejne. Wschodni odcinek empor przebudowano, wydzielając przeszkloną lożę kolatorską. Przy zachodniej ścianie wzniesiono chór muzyczny z prospektem organowym. We wnętrzu kościoła znajdują się drewniany ołtarz, ambona oraz chrzcielnica, autorstwa nieznanego cieśli z Budziszyna, prezentujące dawną sztukę ciesielską i snycerską. Na wyposażeniu kościoła  zachowały się również drewniane ławki. W kościele podziwiać można polichromie stworzone przez anonimowego malarza w 1698 roku.  
Nawa pokryta jest drewnianym stropem kasetonowym, na którym przedstawiono kilkadziesiąt postaci biblijnych. Na emporach widnieją sceny ze Starego i Nowego Testamentu, tworząc jeden z największych zespołów barokowego malarstwa o cechach ludowych w południowo-zachodniej Polsce. 
Wokół kościoła zachowały się epitafia i rycerskie płyty nagrobne właścicieli zamku i wsi Świecie, głównie przedstawicieli rodu von Uechtritz.

## Historia
Kościół w Świeciu po raz pierwszy wspomniany został w dokumencie z 1346 roku. Jego najstarszym patronem był Święty Mikołaj, opiekun kupców i przewoźników. W czasie wojny trzydziestoletniej kościół doznał poważnych zniszczeń, co spowodowało konieczność przeprowadzenia remontu w 1645 lub 1649 roku. W 1669 roku dobudowano nową wieżę kościelną, a w 1683 roku przeprowadzono gruntowną przebudowę świątyni: poszerzono ją od strony północnej oraz podwyższono. Wzniesiono również nowy dach z sygnaturką, który zastąpił wcześniejszy dach z 1669 roku. Pracami kierował Jan Heubaum z Giebułtowa. Najprawdopodobniej wówczas wykonano kasetonowy strop, chociaż pojawiająca się w niektórych źródłach data 1718 może odnosić się do jego remontu lub wykonania dekoracji malarskiej. W drewniane empory na początku XVIII w. wbudowano lożę kolatorską. Na początku XIX wieku wybudowano chór muzyczny, a w 1805 roku w ścianie sygnaturki umieszczono zegar. Kościół był remontowany w roku 1971. 